# Chiostri di San Pietro
I chiostri di San Pietro fanno parte di un complesso monastico del XVI secolo nel centro storico di Reggio Emilia.

## Storia
Fin dall'epoca longobarda i Benedettini avevano il monastero di San Prospero fuori dalle mura nella campagna a nord della città. Quando per esigenze militari fu abbattuta la torre nell'anno 1510, i monaci decisero di trasferirsi in luogo più sicuro. Nel 1513, una bolla di papa Leone X autorizzò l'acquisto di un ampio terreno entro le mura, subito a nord della Via Emilia. Nell'area sorgeva una piccola chiesa, ormai pochissimo frequentata, intitolata a san Pietro. Da questo derivò la doppia intitolazione del complesso monastico ai santi Pietro apostolo e Prospero vescovo (protettore della città di Reggio Emilia).
Per il progetto dei nuovi edifici fu indetto un concorso da parte di una commissione di abati benedettini dei monasteri vicini; non è chiaro l'esito del concorso, ovvero l'identità dell'architetto che fornì il progetto poi realizzato. Sulla base di alcuni disegni e di somiglianze con edifici analoghi, si fa l'ipotesi di Alessio Tramello; quanto all'esecutore dei lavori, grazie ai documenti di spesa relativi all'opera, si ha la certezza che si trattò del reggiano Leonardo Pacchioni.

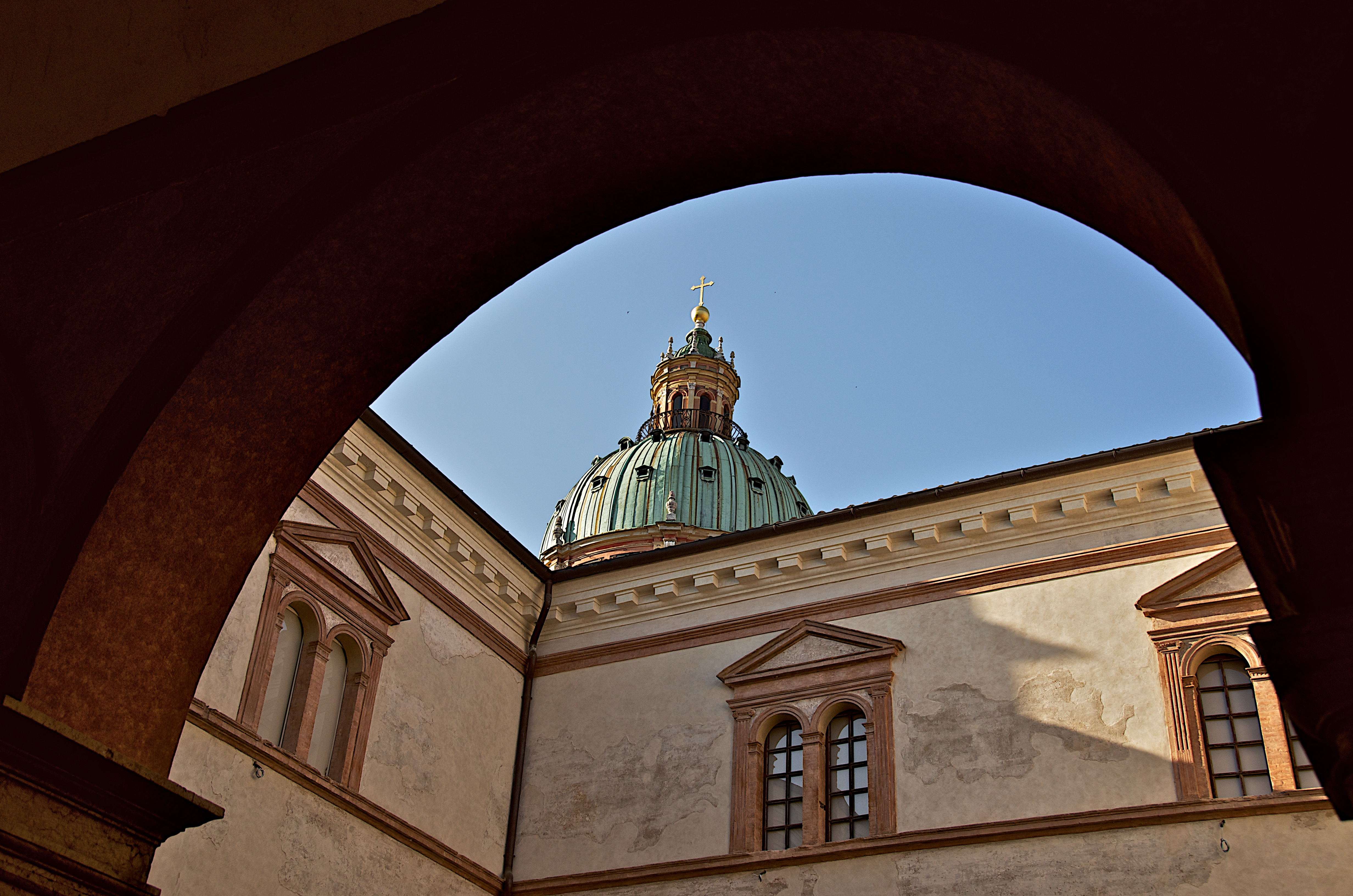
Vista della cupola dal Chiostro piccolo

I lavori iniziarono dal Chiostro piccolo; un contratto del 1524 impegna lo scultore Bartolomeo Spani detto il Clemente per l'esecuzione delle colonnine binate che lo caratterizzano. Nel 1537 risulta avvenuto il trasferimento nel nuovo monastero da quello vecchio fuori le mura. Erano già stati sottoscritti atti notarili relativi alla costruzione del Chiostro grande; nel 1541 i lavori per quest'ultimo iniziarono, affidati ai costruttori Alberto e Roberto Pacchioni (figlio e nipote di Leonardo). Intorno al 1550 fu necessaria una sospensione, poiché la vecchia chiesa di san Pietro occupava ancora parte dell'area prevista per il Chiostro. Si lavorò al dormitorio e ai locali accessori, non senza difficoltà che resero necessario rifare parte del nuovo edificio. Circa nel 1580 ripresero i lavori per il completamento del Chiostro grande, che comportarono la demolizione della vecchia chiesa, contemporanea all'apertura del cantiere della nuova grande chiesa di San Pietro sul lato occidentale del Chiostro piccolo. L'edificazione del Chiostro grande si concluse entro il 1622.

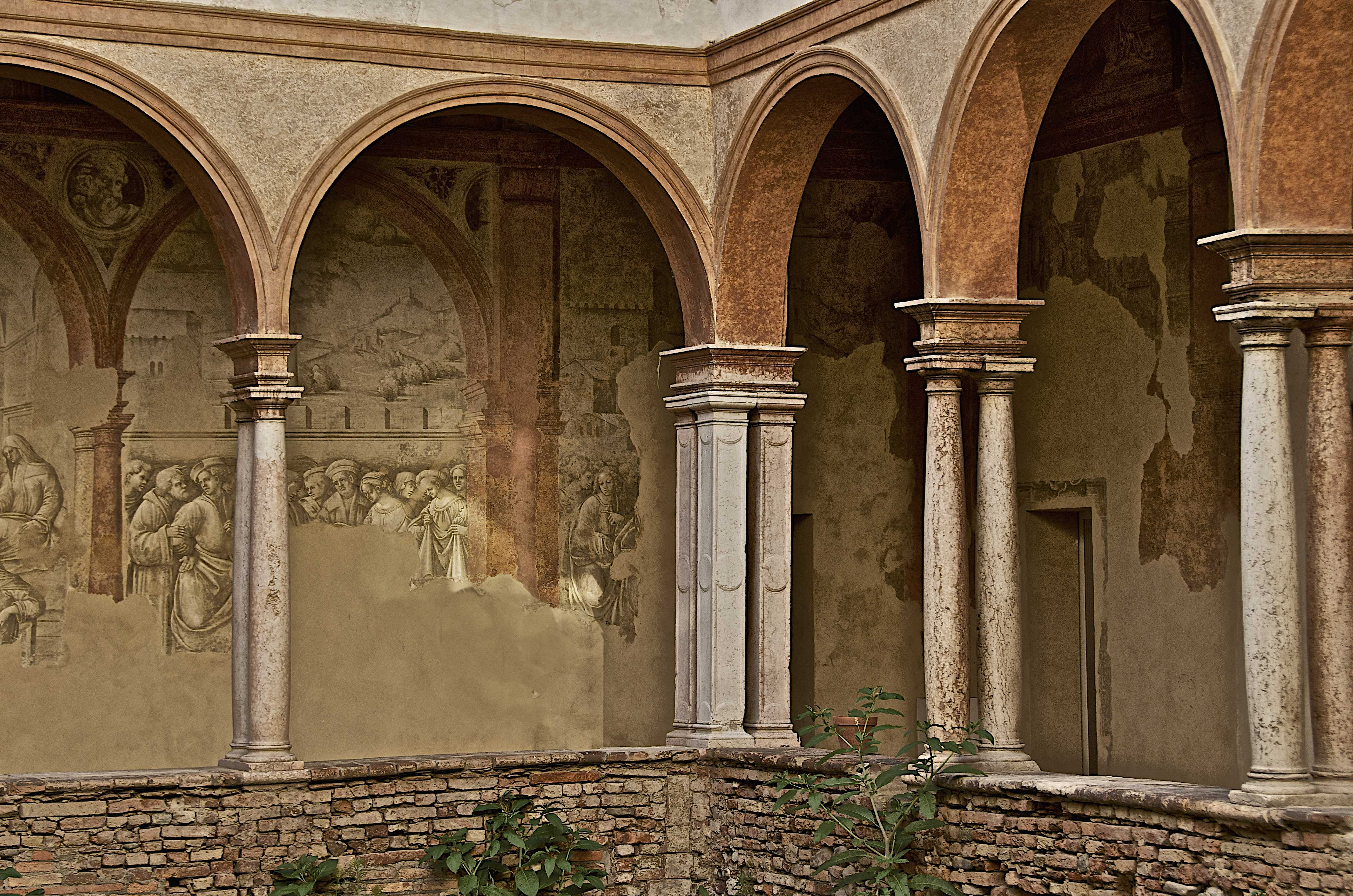
Porticato del Chiostro piccolo

Nel 1783 il monastero venne soppresso; da quell'anno in poi si succedettero diversi usi civili, che comportarono anche alterazioni degli edifici. Quando, dopo l'Unità, l'ex monastero fu adibito a caserma, si operarono interventi poco rispettosi dell'antica architettura. Il complesso rimase di proprietà del Demanio Militare fino circa al 2000, quando passò all'Amministrazione Comunale di Reggio Emilia. Un impegnativo intervento di restauro è ancora in corso (2020).

Chiostro grande durante i restauri

## Descrizione

### Chiostro piccolo

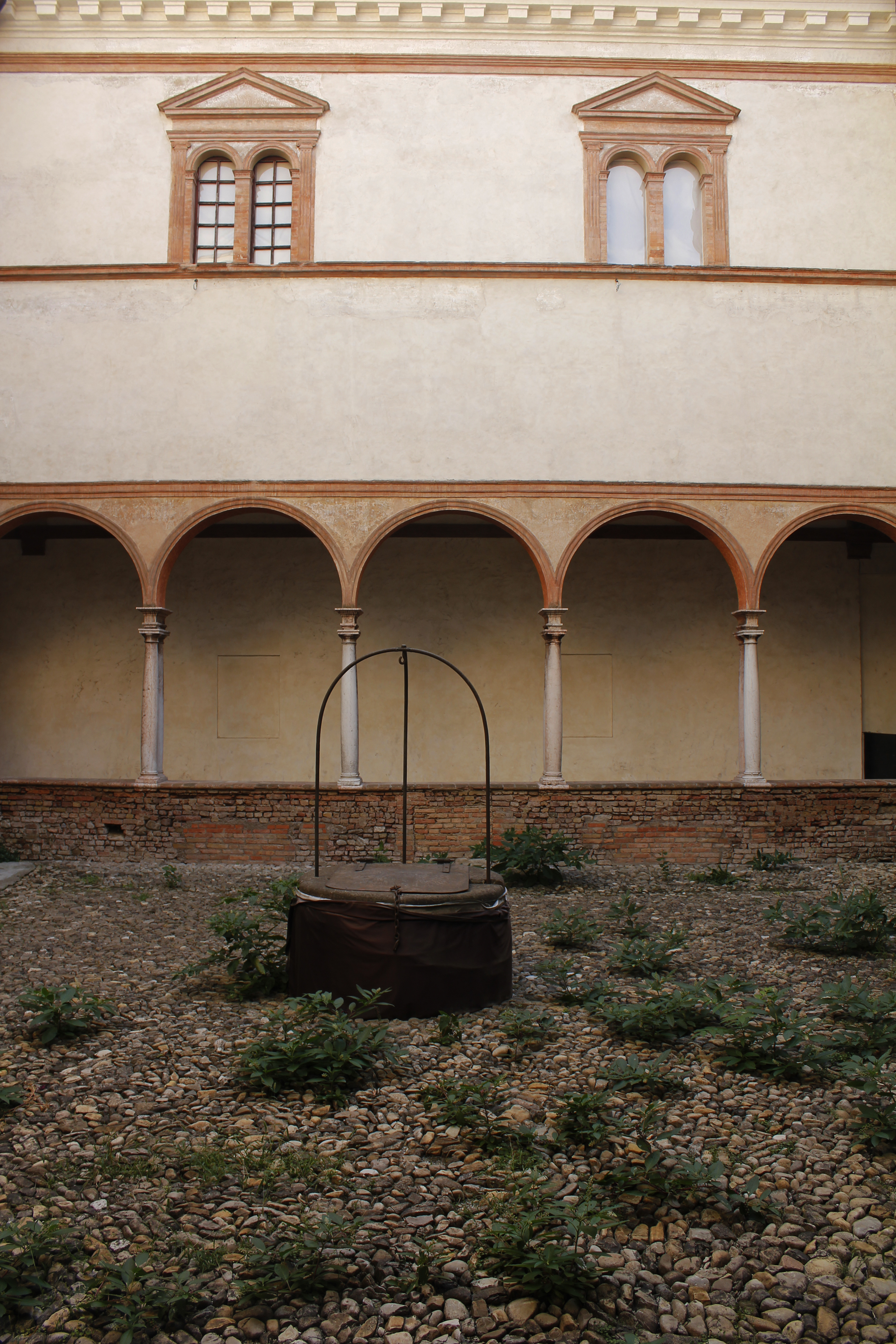
Chiostro piccolo

Il Chiostro piccolo, al quale anticamente si accedeva dalla chiesa attigua, è un edificio di raffinata semplicità, che costituisce un esempio di piena aderenza ai canoni rinascimentali. La superficie interna quadrata, al centro della quale vi è il pozzo, ha un lato di m. 13,78, che corrisponde all'altezza della costruzione: si definisce così uno spazio vuoto quasi perfettamente cubico. L'ambulacro è ricoperto da una volta a botte, e, agli angoli, da piccole cupole. Sono tuttora visibili frammenti della decorazione a fresco. Il portico è costituito da cinque campate per ogni lato, sostenute da coppie di colonnine, poste trasversalmente, di forma leggermente affusolata e coronate da capitelli dorici. Le colonnine, della cui esecuzione fu incaricato Bartolomeo Spani, scultore e orafo reggiano, sono alternativamente di marmo bianco e rosso di Verona; un segmento di trabeazione di marmo bianco funge da pulvino. Lo stesso gioco cromatico si incontra negli angoli del portico, con pilastrini quadrangolari di marmo finemente lavorato a rilievo.
La parte superiore presenta una superficie liscia, suddivisa simmetricamente in due fasce da sottili profili, che in basso sono tangenti alle arcate, al centro segnano la linea di davanzale delle finestre bifore, due per lato, affiancate da lesene di stile ionico e sormontate da timpani. Il terzo profilo, tangente al vertice dei timpani, definisce in alto le pareti. Infine, una semplice cornice di beccatelli sottolinea lo spiovente del tetto. 

### Chiostro grande
Il Chiostro maggiore ha il lato di misura doppia rispetto al minore, quindi la superficie interna è quadrupla. Il portico presenta cinque aperture per lato, che non raggiungono gli angoli. Verso gli angoli, infatti, le aperture sono sostituite da profonde nicchie contenenti statue. L'arcata centrale di ogni lato è di ampiezza e altezza superiore alle laterali; queste ultime presentano la tipica forma a serliana con le colonnine sormontate da capitelli ionici.

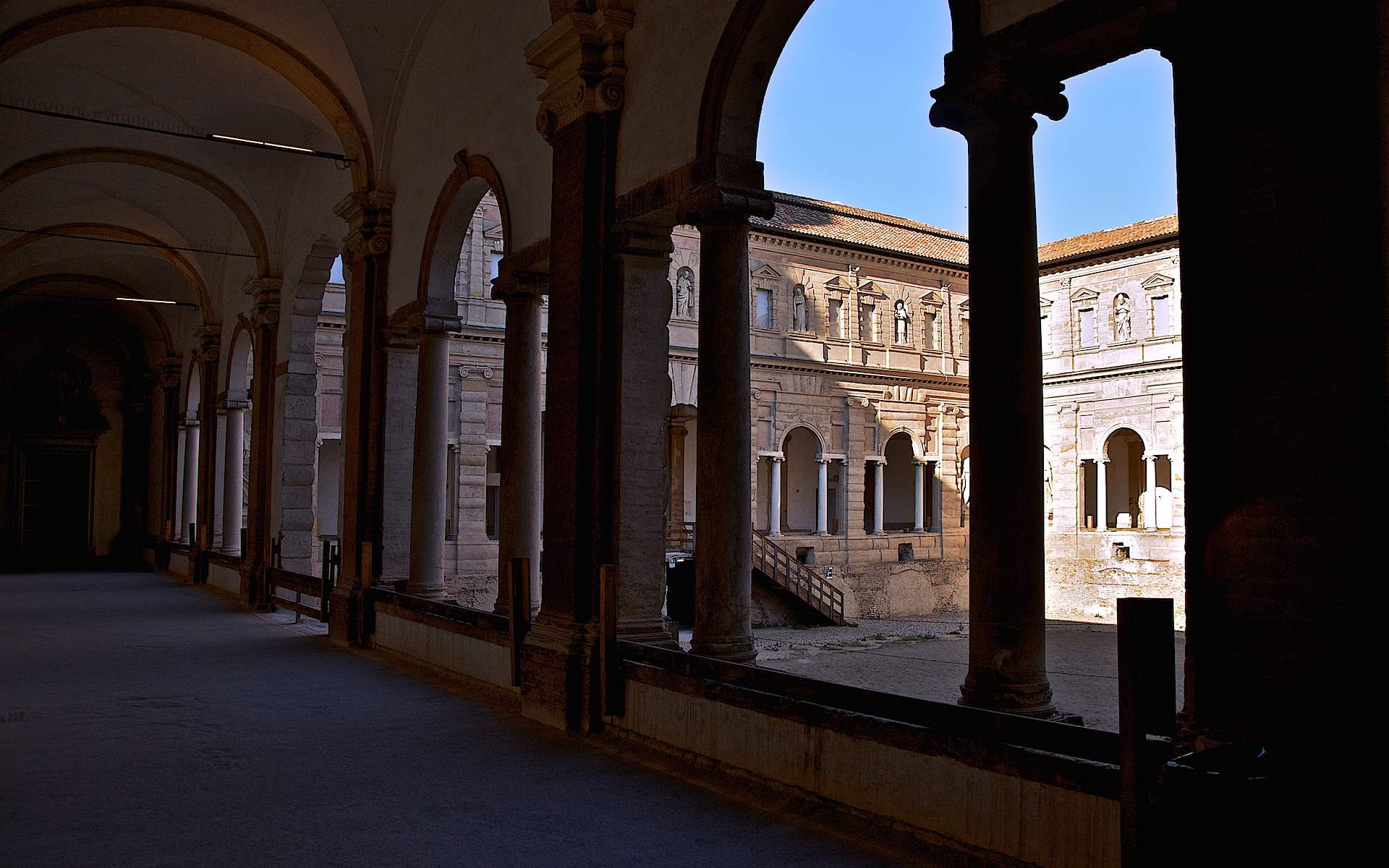
Corridoio e cortile del Chiostro grande

 Nel piano superiore, ad ogni arcata corrisponde una nicchia con statua, affiancata da finestre con timpano. Si presenta dunque una successione di "vuoti" e "pieni": due finestre - una statua - due finestre, e così via, a partire dagli angoli, dove troviamo due finestre su ogni lato. Le pareti, in tutte le loro parti, sono caratterizzate da una lavorazione a bugnato, che, con l'alternarsi di bugne piatte e pulvinate, compone motivi vari anche intorno alle arcate e alle statue.

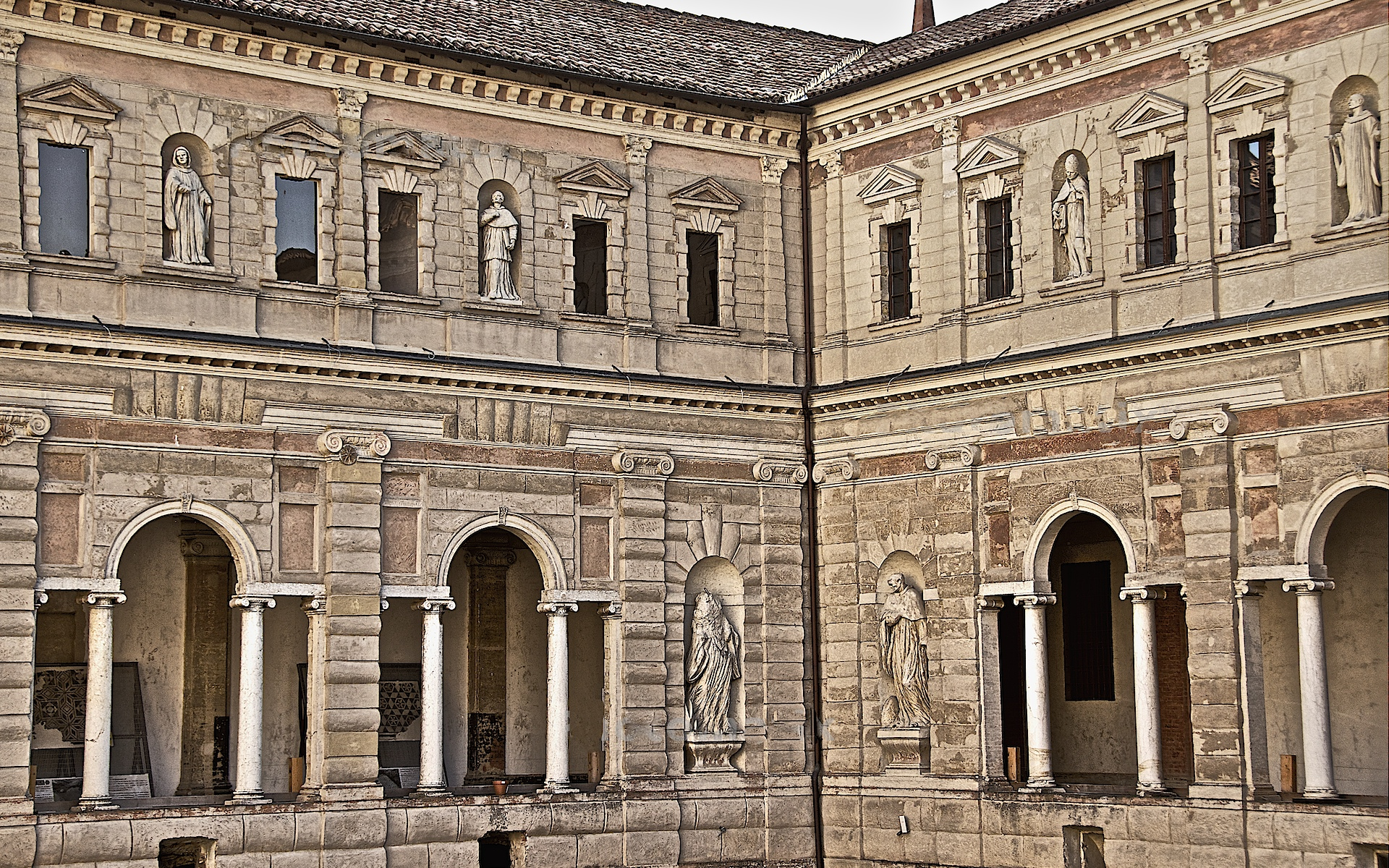
Cortile interno del Chiostro grande

La coerenza dell'impianto complessivo e le caratteristiche più evidenti, come le serliane e il bugnato, con evidenti somiglianze con Palazzo Te a Mantova, suggeriscono il nome di Giulio Romano, che è compatibile anche cronologicamente con la costruzione del chiostro, come progettista di quest'opera.

Diversamente dal consueto, vi è un marcato dislivello (quasi tre metri) tra il piano del portico e il piano dello spazio interno: si ha notizia di abbassamenti, operati a partire dal 1637, per liberare dall'umidità il sotterraneo. Si sono così messe a nudo le arcate di fondazione (otto per ogni lato), che non corrispondono all'andamento del portico sovrastante, e si è resa necessaria la costruzione di una scala in corrispondenza di una delle arcate maggiori.